# Juan González de la Pezuela y Ceballos

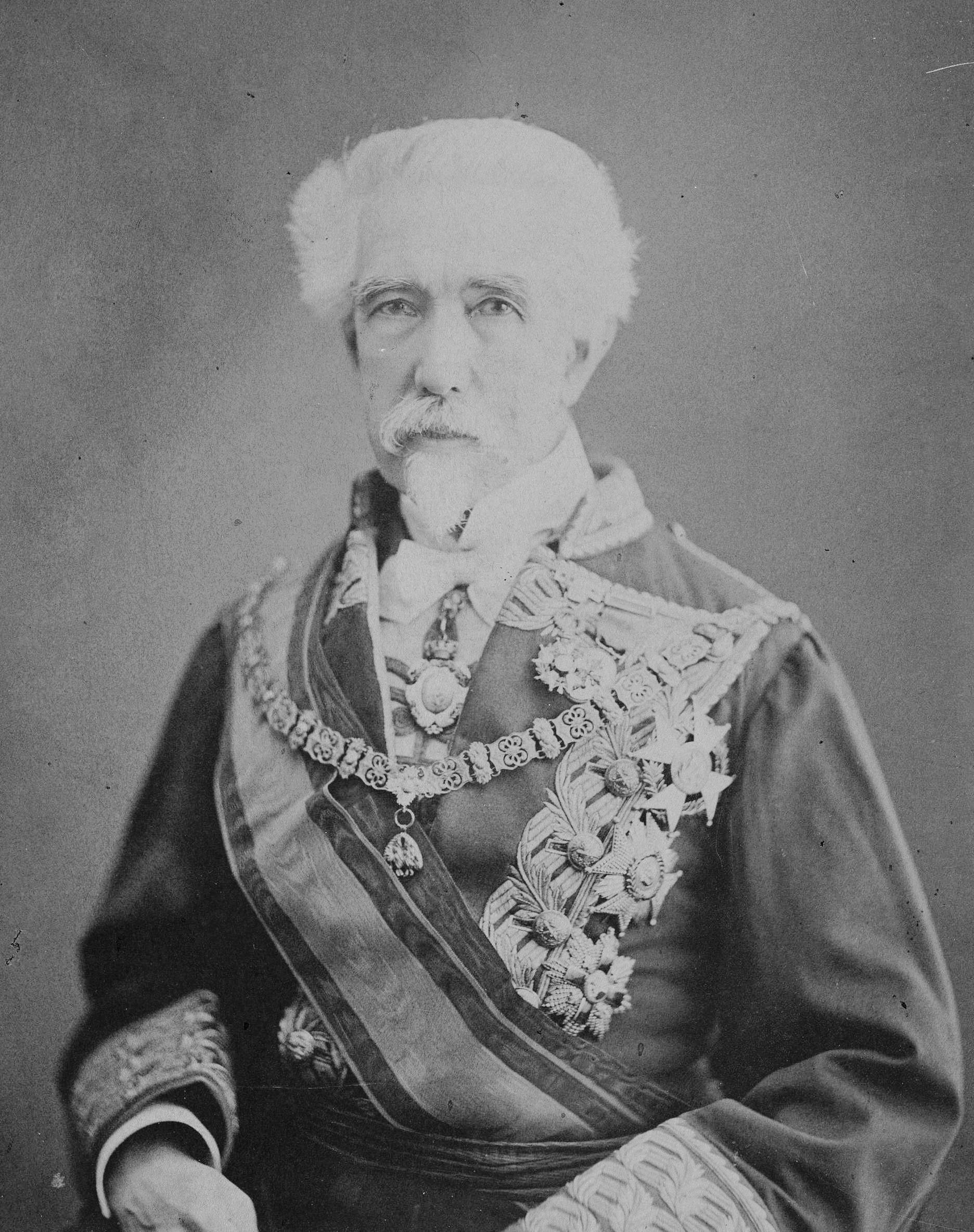
Juan González de la Pezuela y Ceballos (1880)

Juan González de la Pezuela y Ceballos (* 1809 in Lima; † 1. November 1906 in Madrid) war ein konservativer spanischer Politiker und Diplomat in London.

## Leben
Seine Eltern waren Angela de Ceballos y Olarria und Joaquín de la Pezuela.
Er gab konservative politische und literarische Vorstellungen von sich.
Er war der erste Marquis von Pezuela, 1833 hatte er den Dienstgrad eines Hauptmanns.
Von 1833 bis 1840 bekämpfte er als Anhänger von Christina, Charlisten.
Während der Regierung von Baldomero Espartero war er, an einer am 7. Oktober 1841 in Madrid ausgebrochenen Militärverschwörung von Anhängern Christinas beteiligt, als diese scheitere, verleugnete er sie.
1843 wurde er Abgeordneter der Cortes, 1846 wurde er Minister für Marine und Überseehandel. Er heiratete Francisca Javiera de Ayala y Ortiz de Urbina. Am 9. Dezember 1844 wurde ihre Tochter Isabel de la Pezuela y Ceballos geboren. Er war Ritter vom Orden vom Goldenen Vlies.
1845 wurde er Mitglied der Real Academia Española und studierte in Madrid die schönen Künste.
Nachdem er am 26. März 1848 einen Aufstand in Madrid niederschlagen ließ, wurde er zum Capitán General von Madrid ernannt.
1849 wurde er Militärgouverneur in Puerto Rico und gründete dort die Real Academia de Buenas Letras. 1853 wurde er Militärgouverneur in Kuba.
1867 wurde er Capitán General von Katalonien und erstickte die Revolución de 1868.
1867 wurde er Senator.
1872 wurde er der erste Marquis von Chester.
1875 wurde er Direktor der Real Academia Española.